# موقع ابن باز
موقع ابن باز هو موقع ويب إسلامي يهدف إلى جمع تراث الشيخ ابن باز العلمي ودعوته ليكون دليلًا جامعًا لفتاويه وإجاباته على أسئلة الناس وقضايا المسلمين. والموقع من إنشاء شركة مجموعة زاد التي يملكها الشيخ محمد صالح المنجد.

### فهرس المراجع
وب
بالعربيَّة
1. ↑  "مشاريع مجموعة زاد، موقع ابن باز". موقع مجموعة زاد. 31 أغسطس 2024. مؤرشف من الأصل في 2024-07-03.

بالإنجليزية